# Slag om Kiev (2022)
De Slag om Kiev (of Kyiv) was een militaire strijd die plaatsvond als onderdeel van het Russische Kiev-offensief tijdens de invasie van Oekraïne in 2022. Het gevecht begon op vrijdag 25 februari 2022, de tweede dag van de invasie. Door deze slag zouden er 2 miljoen Oekraïners de stad zijn ontvlucht.

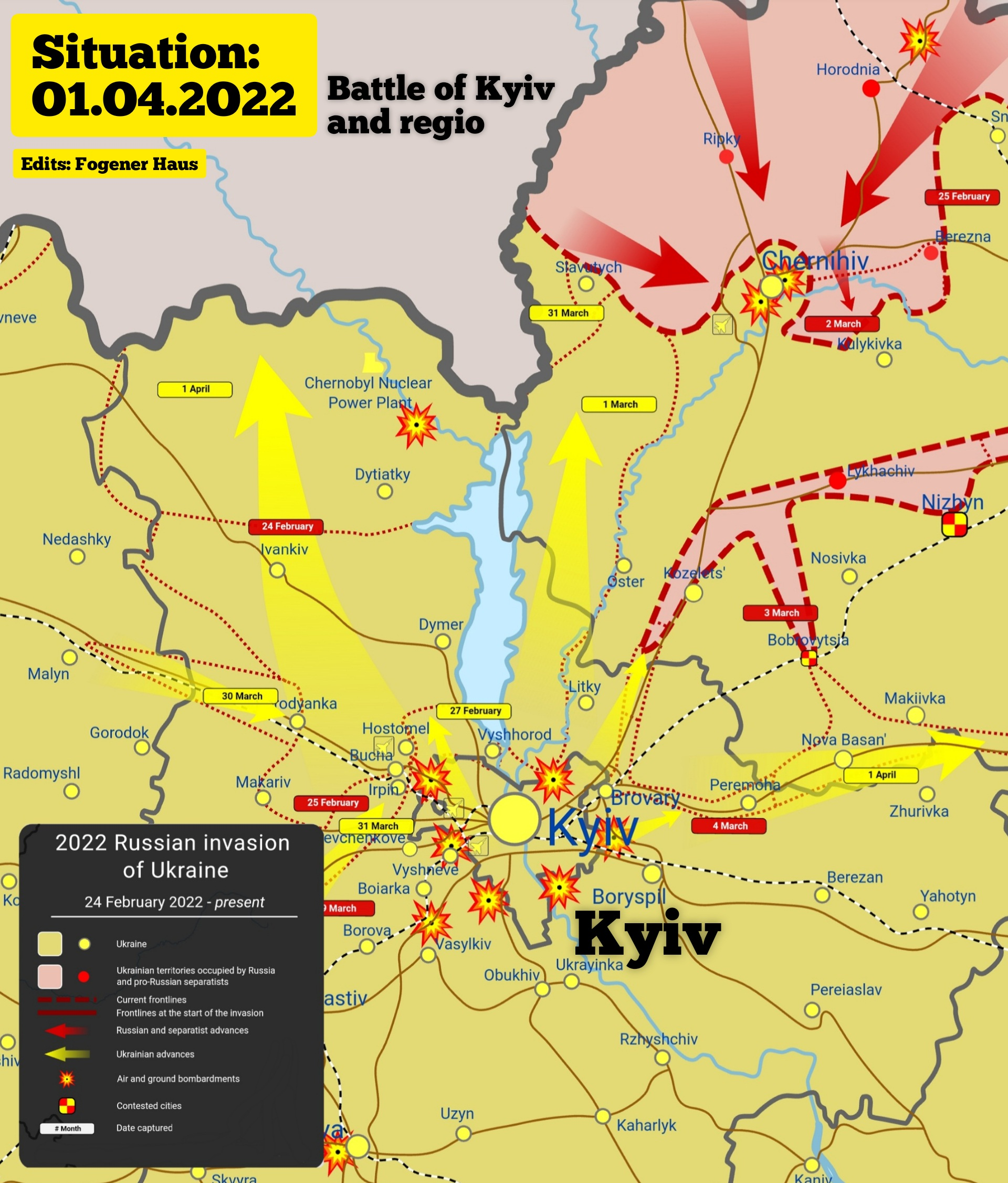
In het rood de door Rusland veroverde gebieden op 1 april 2022

## Russisch plan
De Russische militaire plannen waren om binnen de eerste dag van de grootschalige invasie Kiev binnen te trekken. Volgens het Koninklijk United Services Institute (Engels: Royal United Services Institute, RUSI) was het de bedoeling van de Russische troepen om Kiev binnen 72 uur volledig te veroveren en te blokkeren. De bedoeling was dat de eerste eenheden de belangrijkste toegangswegen tot de stad zouden controleren, waarna luchtlandingsstrijdkrachten naar het vliegveld van Hostomel zouden worden overgebracht om daar de belangrijke gebieden in de stad te beveiligen. Binnen elk stedelijk gebied moesten deze troepen een omsingeling vormen om de bewegingen van de bevolking te controleren. Vervolgens zouden de reguliere Russische troepen overgaan tot de blokkade en isolatie van de stad, controle over het platteland en het voorkomen van de doorgang van Oekraïense troepen. Achter deze troepen zouden Russische speciale eenheden en troepen volgen, bedoeld voor repressieve operaties.

## Verloop van de slag

### Februari 2022

#### 25 februari
Op 25 februari 2022 vielen Russische troepen Kiev binnen vanuit het noorden, na gedeeltelijk door een Oekraïense verzetslinie te zijn gebroken in de Slag bij Ivankiv. Halverwege de ochtend waren Russische troepen het Obolon-district binnengevallen, een gebied in het noordelijke deel van Kiev dat ongeveer 10 km van de Verchovna Rada ligt. De hele dag door waren in verschillende wijken van de stad geweerschoten te horen. Dit waren volgens Oekraïense vertegenwoordigers confrontaties met Russische troepen. Een Oekraïense Soechoj Soe-27 werd boven de stad neergeschoten.
De burgemeester van Kiev, Vitali Klytsjko, zwoer de wapens op te pakken en te vechten. Zijn broer, Wladimir Klytsjko sprak dezelfde gevoelens uit. Maanden eerder had hij zich al bij de reservisten gevoegd. Burgemeester Klytsjiko riep inwoners tevens op om met molotovcocktails een inval te beantwoorden. Er werden onder bewoners van de stad die besloten mee te gaan vechten 18.000 wapens uitgedeeld.
Van een massale inval op Kiev was die avond nog geen sprake, al werden er schoten en explosies gehoord. Russische grondtroepen verzamelden en versterkten zich op de luchthaven Hostomel, door de Russen na een hevig gevecht veroverd. Het vliegveld werd volgens berichten in eerste instantie terugveroverd door de Oekraïners. De Oekraïense Territoriale Verdedigingskrachten werden geactiveerd. Een Russische politie-eenheid verloor het contact met de legerleiding, stootte door tot de brug over de rivier Irpin bij Irpin en liep daar in een hinderlaag en werd vernietigd. Daarna is deze brug opgeblazen om de doorgang van de Russische troepen te verhinderen. De brug over de Irpinrivier is het verst dat Russische troepen zijn gekomen; wel zijn delen van Irpin bezet geweest.
Overal in Oekraïne zaten mensen ondergedoken in schuilkelders, stonden in de rij bij bankautomaten en hadden zich met essentiële benodigdheden bevoorraad.
Naar eigen zeggen doodde het Oekraïense leger meer dan 60 Russen.

#### 26 februari
Een hoog appartementsgebouw in de hoofdstad werd getroffen, volgens Oekraïense autoriteiten door een Russische raket. Er waren geen berichten over slachtoffers. Ook een elektriciteitscentrale in de wijk Troiesjtsjyna werd bestookt. Er werd zwaar gevochten in de buurt van de dierentuin van Kiev in de centrale wijk Sjoeliavka, waar Oekraïense troepen een legerbasis op de hoofdsnelweg verdedigden.
Voor 9:00 (UTC+2) plaatste president Volodymyr Zelensky tijdens de steeds heviger wordende gevechten een video op Twitter, waar hij te zien was in de straten van Kiev. Zelensky zei: 'Dit is ons land. Dat zullen we verdedigen.' Hij deed tevens een oproep niet te geloven in de valse berichtgeving dat hij Oekraïners zou hebben verzocht om de wapens neer te leggen.
De avondklok die in de stad was ingesteld, werd verlengd van 17:00 uur tot 08:00 uur. Overtreders werden beschouwd als "Russische saboteurs".

#### 27 februari
In de ochtend vonden er opnieuw gevechten plaats. De plaatselijke autoriteiten beweerden echter dat Oekraïne de stad weer volledig onder controle had.  's Avonds kwamen er berichten dat de stad zou zijn ingesloten door het Russische leger, maar burgemeester Klitschko ontkende dit in een verklaring. Er ontstond een vuurgevecht tussen Oekraïense soldaten en een Russisch konvooi bij het metrostation Syrets.

#### 28 februari
Op deze dag waren er in en bij Kiev geen zware gevechten. Een man uit Israël werd doodgeschoten door Oekraïense soldaten die hem aanzagen voor iemand die voor de Russen vocht.

### Maart 2022
In de ochtend van 1 maart kondigde het Russische ministerie van Defensie een aanval aan op de technologische infrastructuur van de Oekraïense veiligheidsdienst en de eenheid voor psychologische operaties, naar eigen zeggen "om de informatie-aanvallen op Rusland tegen te gaan". Bewoners van de gebieden die het doelwit waren, werden gewaarschuwd te vertrekken. Enkele uren later werd de televisietoren van Kiev getroffen door een Russische raket, waarbij volgens Oekraïense berichten vijf doden vielen. Een andere raket raakte    – wellicht onbedoeld – een Holocaustmonument, opgericht ter nagedachtenis aan de Joodse slachtoffers van de Babi Yar-massamoord (1941).
Op 2 maart vertelde burgemeester Klytsjko de nieuwzender Current Time TV dat het Russische leger van plan was om Kiev geheel te omsingelen. Een pijpleiding van het Station Kyjiv-Pasazjyrsky ontplofte die dag door de inslag van een Russische raket daar vlakbij. Het station zelf raakte licht beschadigd. In het station bevonden zich duizenden mensen die zouden worden geëvacueerd, maar er waren geen berichten over slachtoffers.
In de ochtend van 4 maart werden er in delen van Kiev meer explosies gehoord, onder andere in de wijk Borsjtsjahivka. Er was nog altijd geen sprake van een grootschalige Russische aanval op de stad.
Op 5 maart 2022 veroverden Russische troepen delen van Irpin.
Op 10 maart berichtte burgemeester Klytsjko dat inmiddels bijna een miljoen mensen Kiev waren ontvlucht, ongeveer de helft van alle inwoners van de stad. Intussen hadden Russische troepen de noordoostelijke rand van de stad bereikt; zij probeerden de hoofdsnelweg in handen te krijgen.
In de ochtend van 14 maart werd een flatgebouw van negen verdiepingen in het noorden van de stad getroffen door een Russische luchtaanval. Volgens berichten vielen daarbij zeker twee doden en twaalf gewonden. Het stadsbestuur meldde ook een aanval op een fabriek van vliegtuigbouwer Antonov, elders in de stad.
Op 15 maart kondigde burgemeester Klytsjko voor de komende 35 uur een avondklok af, nadat Russische troepen meerdere wooncomplexen hadden aangevallen. Daarbij zouden zeker twee doden zijn gevallen.
In de ochtend van 17 maart belandden de restanten van een door de Oekraïense luchtmacht neergehaalde Russische raket op een flatgebouw. Daarbij viel volgens de berichten zeker één dode.
In de avond van 20 maart werd een winkelcentrum in het noordwesten van Kiev doelwit van een Russisch bombardement. Daarbij vielen zeker zes doden.
Op 21 maart kondigde de burgemeester opnieuw een avondklok af.

### April 2022
Op 2 april berichtte de Oekraïense viceminister van Defensie, Anna Maljar, op Twitter dat Irpin, Boetsja, Hostomel en de hele regio Kiev bevrijd waren van de vijand. Oekraïense troepen zouden al meer dan dertig steden en dorpen rond Kiev hebben heroverd.  Tijdens en kort na die heroveringen werd een groot aantal oorlogsmisdaden van het Russische leger in de bevrijde gebieden ontdekt, waaronder het bloedbad van Boetsja waarbij vele burgers waren geëxecuteerd.
Op 15 april lieten Oekraïense media weten dat explosies zijn gemeld vanuit de hoofdstad Kiev en ook uit Cherson (in het zuiden), Charkov (oosten) en Ivano-Frankivsk (westen). Ze spraken  over stroomstoringen in delen van Kiev en van de heftigste explosies in de hoofdstad sinds de terugtrekking van de Russische troepen die 25 maart rond Kiev begon.  Het stadsbestuur gaf summier nieuws over de schade ‘om de Russen niet onbedoeld van informatie te voorzien’. Inwoners werd daarom gevraagd geen beelden van de explosies op sociale media te plaatsen; daar zouden de Russen lering uit kunnen trekken. Het Oekraïense parlementslid Lesia Vasylenko schreef op Twitter niettemin dat er in Kiev drie explosies achtereen klonken. ‘Hoogstwaarschijnlijk omdat Poetin razend is geworden vanwege het gezonken oorlogsschip Moskva’, aldus Vasylenko.
Sindsdien vinden er te Kiev en elders in Oekraïne regelmatig bombardementen plaats,

### Galerij

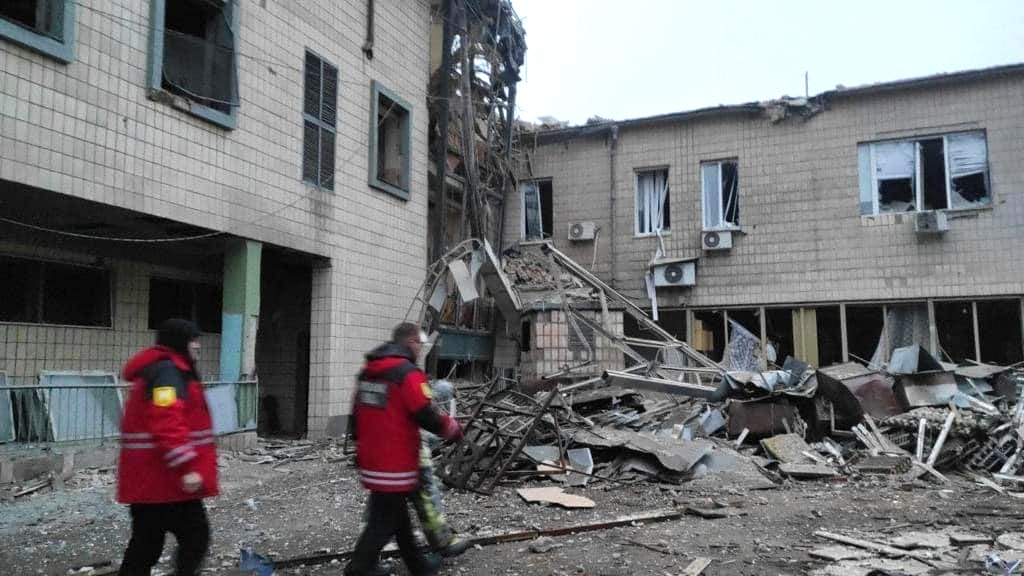
Getroffen bestuurlijk gebouw in Kiev
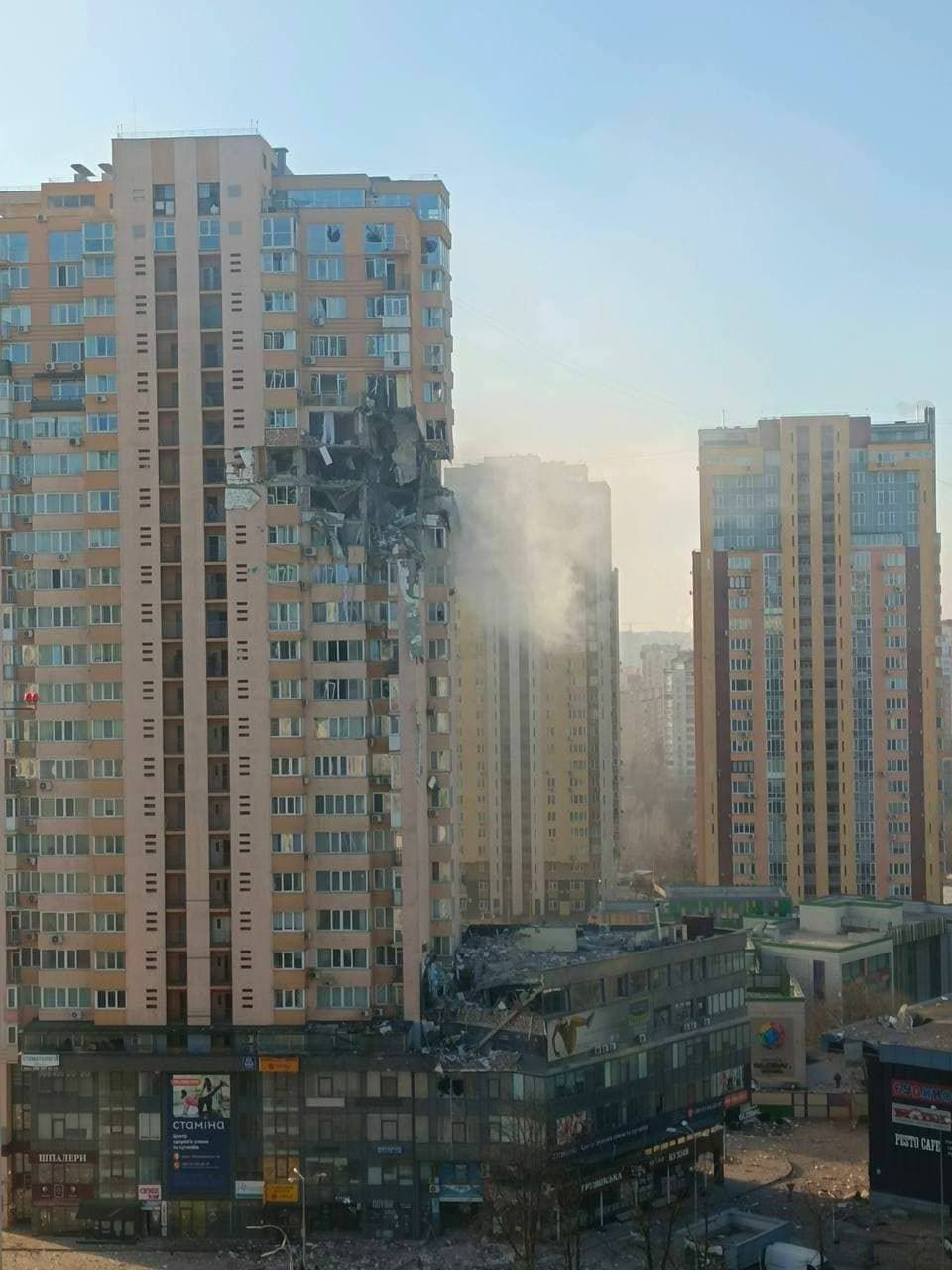
Appartementsgebouw in Kiev, de inslag werd veroorzaakt door een kruisvluchtwapen op 26 februari
- De raketinslag in de Kievse televisietoren op 1 maart, live gefilmd